# Wahlkreis Vicenza (Camera dei deputati)
Der Wahlkreis Vicenza war von 1993 bis 2005 und ist seit 2017 wieder ein Wahlkreis (italienisch collegio elettorale) für die Wahl der Abgeordnetenkammer.

## Von 1993 bis 2005

### Wahlkreisgebiet
Der Wahlkreis umfasste 4 Gemeinden: Costabissara, Isola Vicentina, Monticello Conte Otto und Vicenza.

### Wahlergebnisse

#### Parlamentswahl 1994

##### Direktstimmen
| Kandidaten               | Kandidaten             | Parteien                                 | Stimmen | %    |
| ------------------------ | ---------------------- | ---------------------------------------- | ------- | ---- |
|                          | Enrico Hüllweckgewählt | Polo delle Libertà (FI – LN – CCD – UdC) | 46.109  | 48,0 |
|                          | Aurelio Del Rio        | Progressisti                             | 21.637  | 22,5 |
|                          | Laura Fincato          | Patto per l’Italia                       | 14.680  | 15,3 |
|                          | Giorgio Conte          | Alleanza Nazionale                       | 8.251   | 8,6  |
|                          | Adriano Marchetto      | Lega Autonomia Veneta                    | 5.351   | 5,6  |
| Gesamt                   | Gesamt                 | Gesamt                                   | 96.028  | 100  |
|                          |                        |                                          |         |      |
| Ungültige Stimmen        | Ungültige Stimmen      | Ungültige Stimmen                        | 5.420   | 5,3  |
| Wähler                   | Wähler                 | Wähler                                   | 101.448 | 93,5 |
| Wahlberechtigte          | Wahlberechtigte        | Wahlberechtigte                          | 108.453 |      |
|                          |                        |                                          |         |      |
| Quelle: Innenministerium |                        |                                          |         |      |

##### Listenstimmen
| Parteien                             | Parteien                            | Parteien                            | Stimmen | %    |
| ------------------------------------ | ----------------------------------- | ----------------------------------- | ------- | ---- |
|                                      | Polo delle Libertà                  | Forza Italia                        | 22.093  | 22,7 |
| Lega Nord                            | Polo delle Libertà                  | 20.885                              | 21,4    |      |
| ↳ Gesamt                             | Polo delle Libertà                  | 42.978                              | 44,1    |      |
|                                      | Patto per l’Italia                  | Partito Popolare Italiano           | 11.970  | 12,3 |
| Patto Segni                          | Patto per l’Italia                  | 8.986                               | 9,2     |      |
| ↳ Gesamt                             | Patto per l’Italia                  | 20.956                              | 21,5    |      |
|                                      | Progressisti                        | Partito Democratico della Sinistra  | 9.258   | 9,5  |
| Federazione dei Verdi                | Progressisti                        | 5.442                               | 5,6     |      |
| Partito della Rifondazione Comunista | Progressisti                        | 3.414                               | 3,5     |      |
| Alleanza Democratica                 | Progressisti                        | 1.731                               | 1,8     |      |
| Partito Socialista Italiano          | Progressisti                        | 997                                 | 1,0     |      |
| ↳ Gesamt                             | Progressisti                        | 20.842                              | 21,4    |      |
|                                      | Alleanza Nazionale                  | Alleanza Nazionale                  | 8.375   | 8,6  |
|                                      | Lega Autonomia Veneta               | Lega Autonomia Veneta               | 3.506   | 3,6  |
|                                      | Partito della Legge Naturale        | Partito della Legge Naturale        | 475     | 0,5  |
|                                      | Iniziativa dei Popolari Democratici | Iniziativa dei Popolari Democratici | 296     | 0,3  |
| Gesamt                               | Gesamt                              | Gesamt                              | 97.428  | 100  |
|                                      |                                     |                                     |         |      |
| Ungültige Stimmen                    | Ungültige Stimmen                   | Ungültige Stimmen                   | 4.018   | 4,0  |
| Wähler                               | Wähler                              | Wähler                              | 101.446 | 93,5 |
| Wahlberechtigte                      | Wahlberechtigte                     | Wahlberechtigte                     | 108.453 |      |
|                                      |                                     |                                     |         |      |
| Quelle: Innenministerium             |                                     |                                     |         |      |

#### Parlamentswahl 1996

##### Direktstimmen
| Kandidaten               | Kandidaten          | Parteien                        | Stimmen | %    |
| ------------------------ | ------------------- | ------------------------------- | ------- | ---- |
|                          | Tiziano Treugewählt | L’Ulivo – Lega Autonomia Veneta | 34.001  | 36,4 |
|                          | Paolo Caoduro       | Polo per le Libertà             | 29.822  | 31,9 |
|                          | Stefano Stefani     | Lega Nord                       | 24.441  | 26,1 |
|                          | Ferdinando Landi    | Lista Pannella – Sgarbi         | 2.030   | 2,2  |
|                          | Silvano Giometto    | Unione Nord Est                 | 1.903   | 2,0  |
|                          | Francesco Cemolani  | Mani Pulite                     | 1.314   | 1,4  |
| Gesamt                   | Gesamt              | Gesamt                          | 93.511  | 100  |
|                          |                     |                                 |         |      |
| Ungültige Stimmen        | Ungültige Stimmen   | Ungültige Stimmen               | 3.692   | 3,8  |
| Wähler                   | Wähler              | Wähler                          | 97.203  | 89,5 |
| Wahlberechtigte          | Wahlberechtigte     | Wahlberechtigte                 | 108.573 |      |
|                          |                     |                                 |         |      |
| Quelle: Innenministerium |                     |                                 |         |      |

##### Listenstimmen
| Parteien                                          | Parteien                             | Parteien                             | Stimmen | %    |
| ------------------------------------------------- | ------------------------------------ | ------------------------------------ | ------- | ---- |
|                                                   | Polo per le Libertà                  | Forza Italia                         | 15.022  | 16,0 |
| Alleanza Nazionale                                | Polo per le Libertà                  | 13.057                               | 13,9    |      |
| CCD – CDU                                         | Polo per le Libertà                  | 4.305                                | 4,6     |      |
| ↳ Gesamt                                          | Polo per le Libertà                  | 32.384                               | 34,4    |      |
|                                                   | L’Ulivo                              | Partito Democratico della Sinistra   | 9.187   | 9,8  |
| Rinnovamento Italiano                             | L’Ulivo                              | 8.454                                | 9,0     |      |
| Popolari per Prodi (PPI – SVP – PRI – UD – Prodi) | L’Ulivo                              | 7.941                                | 8,4     |      |
| Federazione dei Verdi                             | L’Ulivo                              | 3.417                                | 3,6     |      |
| ↳ Gesamt                                          | L’Ulivo                              | 28.999                               | 30,8    |      |
|                                                   | Lega Nord                            | Lega Nord                            | 23.115  | 24,6 |
|                                                   | Partito della Rifondazione Comunista | Partito della Rifondazione Comunista | 4.243   | 4,5  |
|                                                   | Unione Nord Est                      | Unione Nord Est                      | 2.450   | 2,6  |
|                                                   | Lista Pannella – Sgarbi              | Lista Pannella – Sgarbi              | 1.878   | 2,0  |
|                                                   | Mani Pulite                          | Mani Pulite                          | 532     | 0,6  |
|                                                   | Fiamma Tricolore                     | Fiamma Tricolore                     | 479     | 0,5  |
| Gesamt                                            | Gesamt                               | Gesamt                               | 94.080  | 100  |
|                                                   |                                      |                                      |         |      |
| Ungültige Stimmen                                 | Ungültige Stimmen                    | Ungültige Stimmen                    | 3.098   | 3,2  |
| Wähler                                            | Wähler                               | Wähler                               | 97.178  | 89,5 |
| Wahlberechtigte                                   | Wahlberechtigte                      | Wahlberechtigte                      | 108.573 |      |
|                                                   |                                      |                                      |         |      |
| Quelle: Innenministerium                          |                                      |                                      |         |      |

#### Parlamentswahl 2001

##### Direktstimmen
| Kandidaten               | Kandidaten             | Parteien           | Stimmen | %    |
| ------------------------ | ---------------------- | ------------------ | ------- | ---- |
|                          | Stefano Stefanigewählt | Casa delle Libertà | 41.106  | 46,2 |
|                          | Diego Bardelli         | L’Ulivo            | 32.666  | 36,7 |
|                          | Giancarlo Morando      | Liga Fronte Veneto | 5.416   | 6,1  |
|                          | Leonardo Ventimiglia   | Lista Di Pietro    | 3.884   | 4,4  |
|                          | Ferdinando Landi       | Lista Emma Bonino  | 3.369   | 3,8  |
|                          | Luigi Volpiana         | Democrazia Europea | 2.584   | 2,9  |
| Gesamt                   | Gesamt                 | Gesamt             | 89.025  | 100  |
|                          |                        |                    |         |      |
| Ungültige Stimmen        | Ungültige Stimmen      | Ungültige Stimmen  | 4.504   | 4,8  |
| Wähler                   | Wähler                 | Wähler             | 93.529  | 85,8 |
| Wahlberechtigte          | Wahlberechtigte        | Wahlberechtigte    | 108.969 |      |
|                          |                        |                    |         |      |
| Quelle: Innenministerium |                        |                    |         |      |

##### Listenstimmen
| Parteien                       | Parteien                             | Parteien                               | Stimmen | %    |
| ------------------------------ | ------------------------------------ | -------------------------------------- | ------- | ---- |
|                                | Casa delle Libertà                   | Forza Italia                           | 28.634  | 32,2 |
| Alleanza Nazionale             | Casa delle Libertà                   | 8.778                                  | 9,9     |      |
| Lega Nord                      | Casa delle Libertà                   | 7.295                                  | 8,2     |      |
| CCD – CDU                      | Casa delle Libertà                   | 2.222                                  | 2,5     |      |
| Nuovo PSI                      | Casa delle Libertà                   | 468                                    | 0,5     |      |
| ↳ Gesamt                       | Casa delle Libertà                   | 47.397                                 | 53,3    |      |
|                                | L’Ulivo                              | La Margherita (Dem – PPI – RI – Udeur) | 14.423  | 16,2 |
| Democratici di Sinistra        | L’Ulivo                              | 8.791                                  | 9,9     |      |
| Il Girasole (FdV – SDI)        | L’Ulivo                              | 2.676                                  | 3,0     |      |
| Partito dei Comunisti Italiani | L’Ulivo                              | 1.083                                  | 1,2     |      |
| ↳ Gesamt                       | L’Ulivo                              | 26.973                                 | 30,3    |      |
|                                | Lista Di Pietro                      | Lista Di Pietro                        | 4.152   | 4,7  |
|                                | Partito della Rifondazione Comunista | Partito della Rifondazione Comunista   | 3.103   | 3,5  |
|                                | Lista Emma Bonino                    | Lista Emma Bonino                      | 2.896   | 3,3  |
|                                | Liga Fronte Veneto                   | Liga Fronte Veneto                     | 2.453   | 2,8  |
|                                | Democrazia Europea                   | Democrazia Europea                     | 1.577   | 1,8  |
|                                | Forza Nuova                          | Forza Nuova                            | 378     | 0,4  |
|                                | Abolizione Scorporo                  | Abolizione Scorporo                    | 72      | 0,1  |
| Gesamt                         | Gesamt                               | Gesamt                                 | 89.001  | 100  |
|                                |                                      |                                        |         |      |
| Ungültige Stimmen              | Ungültige Stimmen                    | Ungültige Stimmen                      | 4.532   | 4,8  |
| Wähler                         | Wähler                               | Wähler                                 | 93.533  | 85,8 |
| Wahlberechtigte                | Wahlberechtigte                      | Wahlberechtigte                        | 108.969 |      |
|                                |                                      |                                        |         |      |
| Quelle: Innenministerium       |                                      |                                        |         |      |

## Von 2017 bis 2020

### Wahlkreisgebiet
Der Wahlkreis umfasste Gemeinden: 

### Wahlergebnisse

#### Parlamentswahl 2018
| Kandidaten               | Kandidaten                  | Stimmen | %    | Listen                              | Stimmen | %    |
| ------------------------ | --------------------------- | ------- | ---- | ----------------------------------- | ------- | ---- |
|                          | Pierantonio Zanettingewählt | 74.181  | 48,3 | Lega                                | 48.799  | 31,8 |
| Forza Italia             | Pierantonio Zanettingewählt | 74.181  | 48,3 | 15.864                              | 10,3    |      |
| Fratelli d’Italia        | Pierantonio Zanettingewählt | 74.181  | 48,3 | 7.684                               | 5,0     |      |
| Noi con l’Italia – UDC   | Pierantonio Zanettingewählt | 74.181  | 48,3 | 1.834                               | 1,2     |      |
|                          | Caterina Bedin              | 36.240  | 23,6 | Movimento 5 Stelle                  | 36.240  | 23,6 |
|                          | Alessandra Marobin          | 31.574  | 20,6 | Partito Democratico                 | 25.512  | 16,6 |
| +Europa                  | Alessandra Marobin          | 31.574  | 20,6 | 4.775                               | 3,1     |      |
| Italia Europa Insieme    | Alessandra Marobin          | 31.574  | 20,6 | 791                                 | 0,5     |      |
| Civica Popolare          | Alessandra Marobin          | 31.574  | 20,6 | 496                                 | 0,3     |      |
|                          | Beatrice Peruffo            | 4.213   | 2,7  | Liberi e Uguali                     | 4.213   | 2,7  |
|                          | Sebastiano Rappo            | 1.526   | 1,0  | CasaPound Italia                    | 1.526   | 1,0  |
|                          | Katia Biasiolo              | 1.317   | 0,9  | Il Popolo della Famiglia            | 1.317   | 0,9  |
|                          | Elena Ambrosini             | 1.229   | 0,8  | Potere al Popolo!                   | 1.229   | 0,8  |
|                          | Daniele Beschin             | 1.071   | 0,7  | Italia agli Italiani (FT – FN)      | 1.071   | 0,7  |
|                          | Paola Giorio                | 739     | 0,5  | Partito Valore Umano                | 739     | 0,5  |
|                          | Rino Miglioranza            | 630     | 0,4  | Grande Nord                         | 630     | 0,4  |
|                          | Luca Rosini                 | 619     | 0,4  | 10 Volte Meglio                     | 619     | 0,4  |
|                          | Paola Ferri                 | 152     | 0,1  | Partito Repubblicano Italiano – ALA | 152     | 0,1  |
| Gesamt                   | Gesamt                      | 153.491 | 100  |                                     | 153.491 | 100  |
|                          |                             |         |      |                                     |         |      |
| Ungültige Stimmen        | Ungültige Stimmen           | 4.539   | 2,9  |                                     |         |      |
| Wähler                   | Wähler                      | 158.030 | 79,2 |                                     |         |      |
| Wahlberechtigte          | Wahlberechtigte             | 199.507 |      |                                     |         |      |
|                          |                             |         |      |                                     |         |      |
| Quelle: Innenministerium |                             |         |      |                                     |         |      |

## Seit 2020

### Wahlkreisgebiet
| Wahlkreise – Camera dei deputati – Venetien | Wahlkreise – Camera dei deputati – Venetien | Wahlkreise – Camera dei deputati – Venetien                                                             |
| Provinz                                     | Provinz                                     | Gemeinden nach Provinzen ⮞ Wahlkreis                                                                    |
| ------------------------------------------- | ------------------------------------------- | --- |
|                                             | Metropolitanstadt Venedig (44 Gemeinden)    | 17 ⮞ Wahlkreis Venedig 27 ⮞ Wahlkreis Chioggia                                                          |
|                                             | Provinz Belluno (61 Gemeinden)              | alle ⮞ Wahlkreis Belluno                                                                                |
|                                             | Provinz Padua (102 Gemeinden)               | 25 ⮞ Wahlkreis Padua 41 ⮞ Wahlkreis Selvazzano Dentro 36 ⮞ Wahlkreis Rovigo                             |
|                                             | Provinz Rovigo (50 Gemeinden)               | alle ⮞ Wahlkreis Rovigo                                                                                 |
|                                             | Provinz Treviso (94 Gemeinden)              | 36 ⮞ Wahlkreis Treviso 41 ⮞ Wahlkreis Castelfranco Veneto 16 ⮞ Wahlkreis Belluno 1 ⮞ Wahlkreis Chioggia |
|                                             | Provinz Verona (98 Gemeinden)               | 41 ⮞ Wahlkreis Verona 57 ⮞ Wahlkreis Villafranca di Verona                                              |
|                                             | Provinz Vicenza (114 Gemeinden)             | 51 ⮞ Wahlkreis Vicenza 63 ⮞ Wahlkreis Bassano del Grappa                                                |

Der Wahlkreis umfasst 51 Gemeinden der Provinz Vicenza.

### Wahlergebnisse

#### Parlamentswahl 2022
| Kandidaten                          | Kandidaten                    | Stimmen | %    | Listen                                                  | Stimmen | %    |
| ----------------------------------- | ----------------------------- | ------- | ---- | ------------------------------------------------------- | ------- | ---- |
|                                     | Maria Cristina Carettagewählt | 122.408 | 56,4 | Fratelli d’Italia                                       | 70.196  | 32,3 |
| Lega per Salvini Premier            | Maria Cristina Carettagewählt | 122.408 | 56,4 | 33.902                                                  | 15,6    |      |
| Forza Italia                        | Maria Cristina Carettagewählt | 122.408 | 56,4 | 14.615                                                  | 6,7     |      |
| Noi Moderati                        | Maria Cristina Carettagewählt | 122.408 | 56,4 | 3.695                                                   | 1,7     |      |
|                                     | Diego Zaffari                 | 48.300  | 22,2 | Partito Democratico – Italia Democratica e Progressista | 32.830  | 15,1 |
| Alleanza Verdi e Sinistra           | Diego Zaffari                 | 48.300  | 22,2 | 7.928                                                   | 3,7     |      |
| +Europa                             | Diego Zaffari                 | 48.300  | 22,2 | 6.827                                                   | 3,1     |      |
| Impegno Civico – Centro Democratico | Diego Zaffari                 | 48.300  | 22,2 | 715                                                     | 0,3     |      |
|                                     | Stefano Zausa                 | 20.287  | 9,3  | Azione – Italia Viva                                    | 20.287  | 9,3  |
|                                     | Sonia Perenzoni               | 12.318  | 5,7  | Movimento 5 Stelle                                      | 12.318  | 5,7  |
|                                     | Boris Negrello                | 5.254   | 2,4  | Italexit per l’Italia                                   | 5.254   | 2,4  |
|                                     | Giulio Quadri                 | 4.141   | 1,9  | Vita                                                    | 4.141   | 1,9  |
|                                     | Giovanni Novello              | 2.352   | 1,1  | Italia Sovrana e Popolare                               | 2.352   | 1,1  |
|                                     | Annarita Simone               | 2.078   | 1,0  | Unione Popolare                                         | 2.078   | 1,0  |
| Gesamt                              | Gesamt                        | 217.138 | 100  |                                                         | 217.138 | 100  |
|                                     |                               |         |      |                                                         |         |      |
| Ungültige Stimmen                   | Ungültige Stimmen             | 8.761   | 3,9  |                                                         |         |      |
| Wähler                              | Wähler                        | 225.899 | 71,6 |                                                         |         |      |
| Wahlberechtigte                     | Wahlberechtigte               | 315.485 |      |                                                         |         |      |
|                                     |                               |         |      |                                                         |         |      |
| Quelle: Innenministerium            |                               |         |      |                                                         |         |      |